# Prix Cognacq-Jay
Le prix Cognacq-Jay est un prix fondé par Ernest Cognacq et Marie-Louise Jaÿ (qui n'avaient pas pu avoir d'enfants) en faveur des familles nombreuses et décerné chaque année par l'Académie française à des familles nombreuses de toute la France.

## Biographie des fondateurs
- Ernest Cognacq : né en 1839 à Saint-Martin-de-Ré, vendeur à La Nouvelle Héloise où il rencontre sa future épouse, il quitte ce magasin et, n'ayant pas pu se faire embaucher par le magasin Louvre (on le refuse), il ouvre une modeste boutique rue Turbigo à Paris sous l'enseigne Au Petit Bénéfice.
- Marie-Louise Jaÿ : née le 1er juillet 1838 à Samoëns, décédée le 27 décembre 1925 à Paris, elle débuta en 1855 comme vendeuse à La Nouvelle Héloïse, où elle rencontra Ernest Cognacq, lui-même vendeur dans ce magasin. Elle quitte ensuite ce magasin pour  Le Coin de Rue, puis pour Le Bon Marché.

Ils se marient en 1872 et fondent un nouveau magasin, La Samaritaine et elle s'intéresse plus particulièrement aux rayons costumes et confection. Mme Cognacq-Jaÿ s'associe aux idées philanthropiques de son mari, mais plus particulièrement à une œuvre qu'elle avait créée elle-même : la Maison de la Maternité, rue Eugène-Millon à Paris.

## Le prix Cognacq-Jay
Le prix Cognacq-Jay a été créé en 1922 grâce à un don de 20 000 francs or donné à l'Institut de France, ce qui permettait de récompenser annuellement une famille nombreuse par département, avec pour conditions que les parents soient de nationalité française, ne vivent pas séparés et aient au moins neuf enfants du même lit. Par exemple, en 1928 à Perpignan, le père d'une famille de onze enfants reçoit un prix de 25 000 francs (15 000 euros de 2016).
Une limite d'âge est instaurée quelques années plus tard pour les parents : ils doivent avoir moins de quarante-deux ans. À partir de 2001, le nombre d'enfants nécessaire pour candidater est réduit à quatre. 

## Le prix Fondation Cognacq-Jay
Les époux Cognacq-Jay ont également créé une Fondation, reconnue d'utilité publique en 1916. Il s'agit d'une Fondation gestionnaire d'établissements, ayant pour objet de « créer, maintenir et développer des œuvres de solidarité sociale ». Aujourd’hui, elle compte 1 200 salariés dans 10 établissements en Île-de-France et en Haute-Savoie, qui interviennent auprès de publics en difficulté à tous les âges de la vie, à travers des soins hospitaliers, des prises en charge médico-sociales, des actions de protection sociale et des enseignements.
À l’occasion de son centenaire en 2016, la Fondation Cognacq-Jay lance le PRIX FONDATION COGNACQ-JAY – Inventer la solidarité sociale de demain. Une initiative annuelle se donnant pour objectif d'encourager l'innovation, « soutenir et accompagner les meilleurs projets au service des publics en difficulté ».
Le prix Fondation Cognacq-Jay récompense jusqu’à 10 projets dans 2 catégories :
- Vision : projet au stade de la bonne idée qui demande à être concrétisée ;
- Accélération : projet en phase de lancement ou de nouveau développement, ayant déjà une identité juridique constituée.

La dotation du Prix se décline de la manière suivante : 
1. Une enveloppe de 50 000 euros à partager équitablement entre les lauréats des deux catégories ;
2. Une enveloppe d’une valeur globale de 50 000 € pour des programmes d’accompagnement personnalisés de 6 mois par des experts partenaires ;
3. Un parrainage individuel pendant un an par un membre choisi du Laboratoire des Solidarités ;
4. La mise à disposition d’une vidéo promotionnelle ;
5. Une campagne de 6 mois de relations presse individualisée.

À ces prix s’ajoute le prix spécial des professionnels de la Fondation d’une dotation de 5 000 euros décerné à l’un des lauréats lors de la cérémonie de remise du Prix.